# Gobiatherium
Il gobiaterio (gen. Gobiatherium) è un mammifero estinto, vissuto nell'Eocene medio in Asia orientale e centrale.

## Un "naso" enorme
Questo stranissimo mammifero apparteneva al gruppo estinto dei dinocerati ("terribili corna"), ma al contrario degli altri membri del gruppo il gobiaterio non possedeva corna. Anche la dentatura era decisamente diversa, mancante dei lunghi canini che caratterizzavano forme come Eobasileus. Il gobiaterio, in compenso, aveva una strana struttura posta sopra le narici, una sorta di arco formato dalle ossa nasali. Questa struttura, forse, era utile per una vita anfibia. Il gobiaterio probabilmente si comportava come gli odierni ippopotami, passando il tempo nei pressi dei grandi corsi d'acqua. Il cranio era lungo e stretto, e gli archi zigomatici erano anch'essi ben sviluppati. Si conoscono due specie: G. mirificum, la più grande, lunga circa 3 metri, e G. minutum, meno conosciuta e decisamente più piccola. Resti di gobiaterio sono conosciuti in Mongolia, Cina, Kazakistan e Kirghizistan.

## Etimologia
Il nome Gobiatherium significa bestia del Gobi, dal nome del deserto asiatico in cui è stato trovato l'animale.